# 寄り切り
寄り切り（よりきり）は、相撲の日本相撲協会制定決まり手八十二手、基本技の一つである。四つに組んだ体勢になって自分の体を対戦相手に密着させ、前か横に進みながら相手を土俵外に出す技。2017年の『大相撲ジャーナル』誌はもっともよく見かける決まり手の一つだとしている。2020年5月場所～2025年3月場所において決まり手頻度16560番で2位である。
まわしを取って寄った場合にも、土俵際ではまわしから手を離して胸等を押すことで決着をつける場合があり、この場合には決まり手としては押し出しとなる。これは寄り切れなかったというより、最後はむしろその方が決めやすいという面もある。
少なくとも、幕内に限れば、最も多く用いられる決まり手である。2014年に開催された6場所における幕内の全取組1828番のうち、決まり手が寄り切りとなった相撲は542番と約3割を占めた。（以下、押し出しの332番、叩き込みの165番と続く。）
2020年3月場所初日では、十両以上の取り組みで決まり手に寄り切りが1回も出ない珍事が発生した。
転じて、一般社会でも、ある論にこだわって、反論に対して粘り抜いて説き伏せたのを「寄り切った」と言うことがある。

## 便宜的な扱いとしての「寄り切り」
特に2000年の公式決まり手の12手＋非技3の追加以前には、稀なケースではあるが、本来の意味での「寄り切り」（あるいは後述の古い時代に言った「寄り出し」に相当するもの）とはかけ離れたような勝負展開にもかかわらず、決まり手体系の制約上、発表・報道を便宜的に「寄り切り」の扱いとせざるを得なくなったケースもあった。例えば、以下のようなケースがある。
- 決まり手八十二手の「後ろもたれ」に相当する勝負展開は、公式発表で「寄り切り」の扱いとなっていた[3]。
- 決まり手八十二手制定以前の事例だが、1946年（昭和21年）4月某日、京都で行われた準場所幕内の不動岩－五ツ海戦において、取組中に五ツ海の前袋が外れてしまったが、審判に反則を指摘されるより早く、五ツ海は両手で前を押さえながら自ら土俵を割った。現在の公式決まり手体系なら非技の「踏み出し」に相当する勝負展開であるが、不動岩の「寄り切り」の扱いで報道された（不浄負け#類似した事例も参照）[4]。

## 寄り出し
寄り出し（よりだし）は相手が堪える間もなく土俵外に出た寄り切り。決まり手八十二手の名称としては採用されていないが、古くは寄り切りとは区別されたものがあった。その時の寄り切りと寄り出しの両者の違いは次の通り。
- 寄り切り - 相手が土俵際でしばらく堪えるのを土俵外に出した場合。
- 寄り出し - 相手が堪える間もなく土俵外に出た場合。

公式決まり手制定以前において、「寄り出し」として報道・記録された取組は非常に多い。双葉山が横綱時代に「寄り出し」で白星を記録した取組のみを例示する。
- 昭和18年1月場所3日目　○双葉山－八方山×　(36連勝の記録の途中)
- 昭和18年1月場所11日目　○双葉山－九州山×　(〃)
- 昭和18年5月場所中日(8日目)　○双葉山－笠置山×　(〃)
- 昭和19年1月場所10日目　○双葉山－肥州山×